# Meromyza communis
Meromyza communis är en tvåvingeart som beskrevs av Lidia Ivanovna Fedoseeva 1971. Meromyza communis ingår i släktet Meromyza och familjen fritflugor. Inga underarter finns listade i Catalogue of Life.